# Torneio de Roland Garros de 1982
O Torneio de Roland Garros de 1982 foi um torneio de tênis disputado nas quadras de saibro do Stade Roland Garros, em Paris, na França, entre 24 de maio e 6 de junho. Corresponde à 15ª edição da era aberta e à 81ª de todos os tempos.

## Finais

### Profissional
| Categoria | Evento    | Campeã(s)(o/ões)               | Vice-campeã(s)(o/ões)           | Resultado          | Chave(s)  | Chave(s)       |
| --------- | --------- | ------------------------------ | ------------------------------- | ------------------ | --------- | -------------- |
| Simples   | Masculino | Mats Wilander                  | Guillermo Vilas                 | 1–6, 7–6, 6–0, 6–4 | principal | qualificatório |
| Simples   | Feminino  | Martina Navrátilová            | Andrea Jaeger                   | 7–6, 6–1           | principal | qualificatório |
| Duplas    | Masculino | Sherwood Stewart Ferdi Taygan  | Hans Gildemeister Belus Prajoux | 7–5, 6–3, 1–1, ab. | principal | principal      |
| Duplas    | Feminino  | Martina Navrátilová Anne Smith | Rosie Casals Wendy Turnbull     | 6–3, 6–4           | principal | principal      |
| Duplas    | Misto     | Wendy Turnbull John Lloyd      | Cláudia Monteiro Cássio Motta   | 6–2, 7–6           | principal | principal      |

### Juvenil
| Categoria | Evento    | Campeã(s)(o/ões)        | Vice-campeã(s)(o/ões) | Resultado | Chave(s)  | Chave(s)       |
| --------- | --------- | ----------------------- | --------------------- | --------- | --------- | -------------- |
| Simples   | Masculino | Tarik Benhabiles        | Loic Courteau         | 7–6, 6–2  | principal | qualificatório |
| Simples   | Feminino  | Manuela Maleeva         | Penny Barg            | 7–5, 6–2  | principal | qualificatório |
| Duplas    | Masculino | Pat Cash John Frawley   |                       |           | principal | principal      |
| Duplas    | Feminino  | Beth Herr Janet Lagasse |                       |           | principal | principal      |